# موج دندانه اره‌ای
موج دندانه اره‌ای نوعی شکل موج غیر سینوسی است. براساس شباهت آن با دندان‌های یک اره به این نام شناخته می‌شود.
این نوع موج به صورت شیب دار افزایش می‌یابد و سپس ناگهان مقدار آن افت می‌کند.

انیمیشن سنتز افزودنی یک موج دندانه دار با تعداد زیادی از هارمونیک‌ها